# Psallus mollis
Psallus mollis is een wants uit de familie van de blindwantsen (Miridae). De soort werd het eerst wetenschappelijk beschreven door Mulsant en Rey in 1852.

## Uiterlijk
De bruinachtig geeloranje of licht roodachtige blindwants heeft, als volwassen dier, altijd volledige vleugels macropteer en kan 3.5 tot 4 mm lang worden. De wants is langwerpig ovaal en is bedekt met zowel donkere als goudkleurige haartjes. Het uiteinde van het hoornachtige deel van de voorvleugels, de cuneus is rood met een witte lijn bovenaan en een witte punt aan het einde. Het grijs doorzichtige deel van de voorvleugels heeft witte aders. De antennes zijn geel. De eveneens gele pootjes hebben donkere vlekjes op de dijen. Psallus mollis lijkt erg op Psallus confusus. De vrouwtjes zijn niet van elkaar te onderscheiden, de mannetjes alleen op basis van de genitaliën.

## Leefwijze
De wants legt eitjes aan het eind van het seizoen die na de winter uitkomen. Er is één generatie per jaar. De soort kan van mei tot juli langs bosranden en in parken en tuinen gevonden worden op zomereik (Quercus robur) en wintereik (Quercus petraea).

## Leefgebied
Het verspreidingsgebied strekt zich uit van Europa tot het Midden-Oosten en de Kaukasus in Azië. De wants is in Nederland zeldzaam.